# Еготело новокаледонський
Еготело новокаледонський (Aegotheles savesi) — вид дрімлюгоподібних птахів родини еготелових (Aegothelidae).

## Поширення
Ендемік Нової Каледонії. Рідкісний птах. Відомий з двох зразків (зібраних у 1880 та 1915 році) та декількох спостережень (востаннє у 1998 році). Ймовірно, вид ще існує у важкодоступних місцях острова, але його чисельність не перевищує 50 особин.

## Опис
Птах завдовжки 28 см. Оперення чорного кольору, на спині з дрібними сіруватими смужками.

## Спосіб життя
Про спосіб життя даних немає. Як і інші еготелові, активний вночі. Живиться комахами.